# Begonia fenicis
Espèce
Synonymes
- Begonia kotoensis Hayata[2] [1]

Begonia fenicis est une espèce de plantes de la famille des Begoniaceae. Ce bégonia est originaire d'Asie du Sud-Est. L'espèce fait partie de la section Diploclinium. Elle a été décrite en 1909 par Elmer Drew Merrill (1876-1956).  L'épithète spécifique fenicis signifie « de Fénix », en hommage à Eugenio Fénix (1883-1939) qui récolta en 1907 aux Philippines des spécimens destinés aux herbiers.

## Répartition géographique
Cette espèce est originaire des pays suivants : Philippines ; Taïwan.